# حفیره حاجی‌بربین
حفیره حاجی‌بربین، روستایی از توابع بخش مرکزی شهرستان اهواز در استان خوزستان ایران است.

## جمعیت
این روستا در دهستان مشرحات قرار دارد و براساس سرشماری مرکز آمار ایران در سال ۱۳۸۵، جمعیت آن ۵۳۵ نفر (۸۴خانوار) بوده‌است.